# Zdrada
Zdrada (kaschubisch Zdrada; deutsch Zdrada) ist ein Dorf und Sołectwo (Schulzenamt) der Landgemeinde Puck im Powiat Pucki der Woiwodschaft Pommern in Polen.

## Geographie
Der Ort liegt in Pommerellen und Kaschubien, sechs Kilometer westlich der Stadt Puck (Putzig) und 26 Kilometer nordwestlich von Gdynia (Gdingen). Nachbarorte sind Werblinia (Werblin) im Norden, Połczyno (Polzin) im Südosten, Darżlubie (Darslub) im Süden und Mechowo (Mechau) im Westen.
Im Westen des Orts erstreckt sich die Puszcza Darżlubska, auch als „Totenwald“ (Wald von Piaśnica) bekannt.

## Geschichte

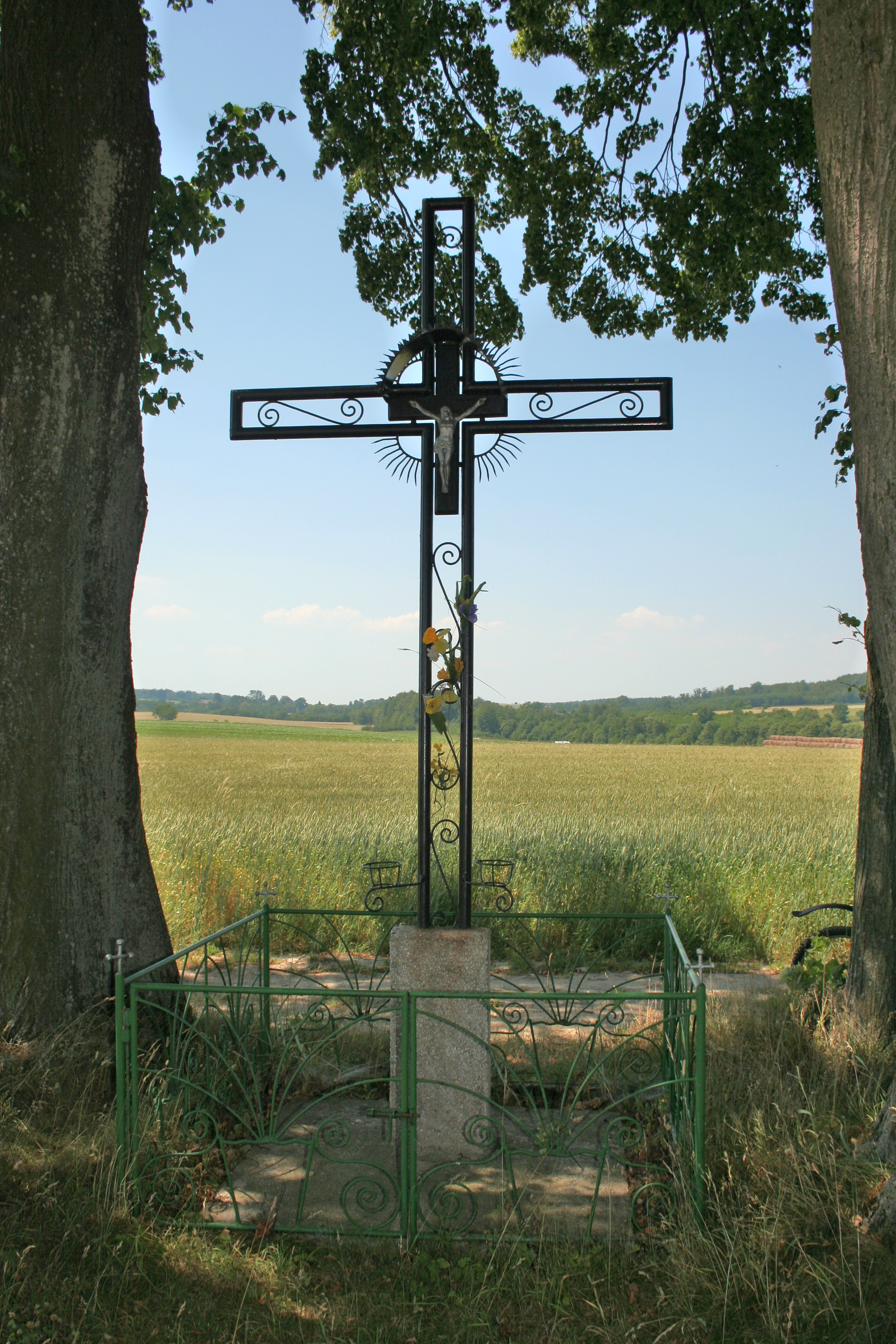
Kreuz und Landschaft

Frühere Schreibweisen des Orts sind Zdrade sowie Zdradda. 
Die Region kam nach der Ersten Teilung Polens 1773 an das Königreich Preußen. Kirchort der Katholiken war Mechau, die Evangelische wurden 1888 nach Leßnau eingepfarrt. Von 1887 bis 1919 gehörte der Ort zum Kreis Putzig in der Provinz Westpreußen des Deutschen Reichs. Der Abbau war ein Wohnplatz der Landgemeinde Mechau im Amtsbezirk Darslub. Nach Ende des Ersten Weltkriegs wurde das Kreisgebiet mit Zdrada aufgrund der Bestimmungen des Versailler Vertrags, mit Wirkung vom 20. Januar 1920, an Polen abgetreten.
Als Teil des Polnischen Korridors gehörte das Gebiet zum Powiat Pucki und wurde am 1. Januar 1927 in den Powiat morski eingegliedert. Durch den Überfall auf Polen 1939 kam das Gebiet des Korridors völkerrechtswidrig an das Reichsgebiet und wurde dem Reichsgau Danzig-Westpreußen zugeordnet. Der Ortsname wurde 1942 in Mechenhof geändert.
Gegen Ende des Zweiten Weltkriegs besetzte im Frühjahr 1945 die Rote Armee das Kreisgebiet und übergab es an die Volksrepublik Polen. Die deutsche Minderheit wurde ausgewiesen. In den Jahren 1975–1998 gehörte das Dorf administrativ zur Woiwodschaft Danzig, der Powiat Pucki war in diesem Zeitraum aufgelöst.
Die Gemeinde gehört zu den zweisprachigen Gemeinden in Polen.

## Bevölkerungsentwicklung
- 1793: eine Feuerstelle
- 1849: 96 Einwohner
- 1905: 92 Einwohner

- 2007: 120 Einwohner

## Verkehr
Die Woiwodschaftsstraße DW213 führt von der Kreisstadt Puck (Putzig) nach Słupsk (Stolp) in Pommern. Der Bahnhof Puck liegt an der Bahnstrecke Reda–Hel. Der nächste Flughafen ist Danzig.